# Richard Hatfield
Richard Bennett Hatfield PC ONB (9 tháng 4 năm 1931 – 26 tháng 4 năm 1991) là một chính khách ở New Brunswick và là Thủ hiến phục vụ lâu nhất trong lịch sử của tỉnh (1970–1987).

## Đời tư
Đó là một "bí mật mở" được biết đến rộng rãi rằng Hatfield là người đồng tính; trong cuộc bầu cử cấp tỉnh năm 1978, lãnh đạo đảng Tự do New Brunswick Joseph Daigle đã thu hút sự chỉ trích về một bài phát biểu chiến dịch, trong đó ông gọi Hatfield là một "pansy mờ nhạt". Janet Cawley của Chicago Tribune gọi ông là "một nhân vật lòe loẹt, lập dị và gây tranh cãi với thiên hướng về nghệ thuật hiện đại, nhạc rock and roll và cuộc sống về đêm ở New York". Các nhà phê bình của ông có biệt danh là "Vũ điệu tinh ranh". Mặc dù vậy, ông chưa bao giờ chính thức công khai như vậy trong suốt cuộc đời và xu hướng tính dục của ông chỉ bắt đầu được thảo luận trong hồ sơ trên các phương tiện truyền thông và tiểu sử sau khi ông chết. Hatfield nói về lối sống độc thân của mình, "gia đình hạt nhân, một người vợ, hai đứa con và một con chó, trông rất đẹp trên thiệp Giáng sinh, nhưng họ phải trả giá đắt".